# Abigail Adams

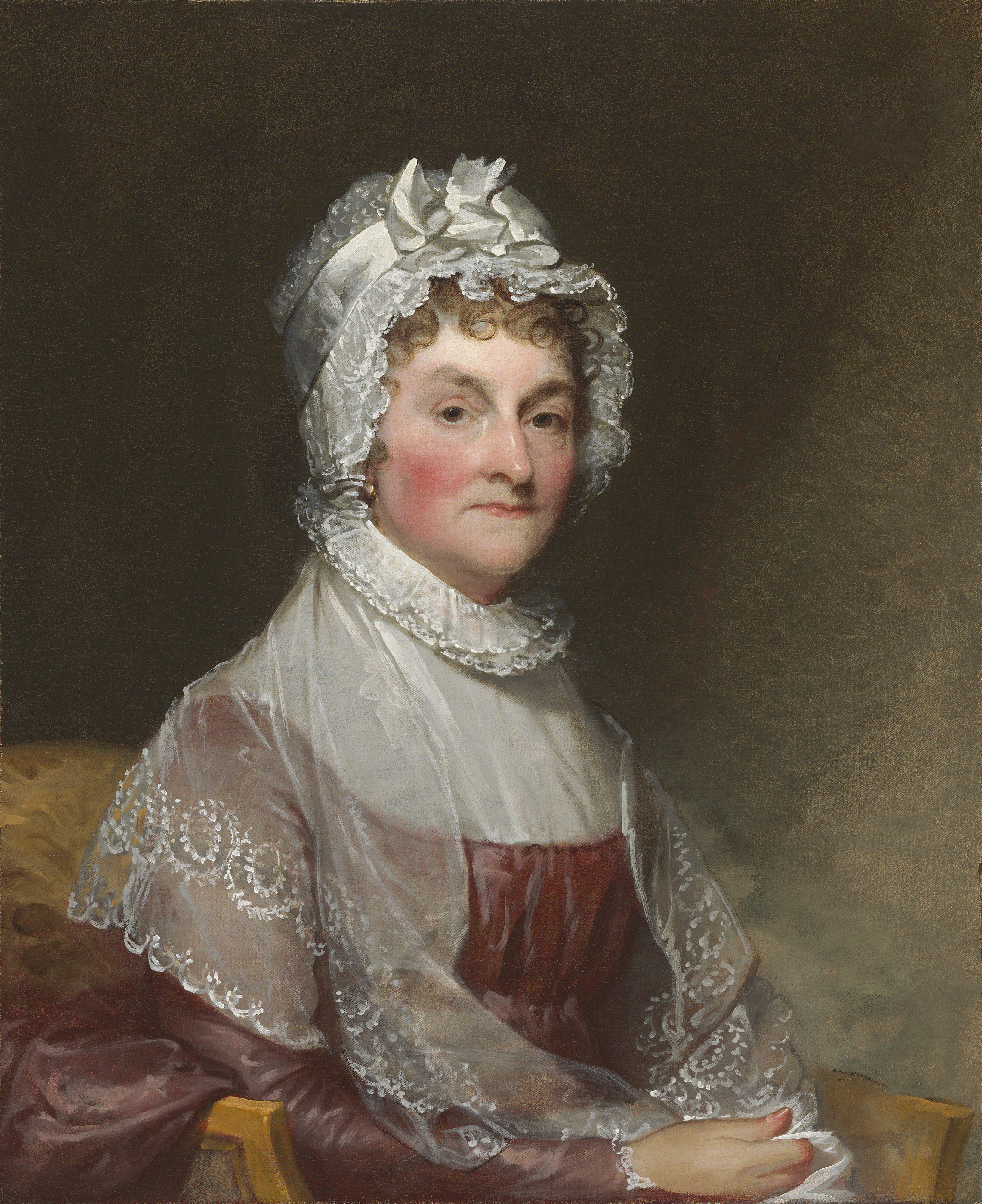
Abigail Adams, Gemälde von Gilbert Stuart, ca. 1812

Abigail Smith Adams (* 11. November 1744 in Weymouth, Province of Massachusetts Bay, Britische Kolonie, heute Vereinigte Staaten; † 28. Oktober 1818 in Quincy, Massachusetts) war die Ehefrau des zweiten US-Präsidenten John Adams und gilt daher als zweite First Lady der Vereinigten Staaten, obgleich dieser Begriff erst nach ihrem Tode geprägt wurde. Sie war die Mutter des sechsten US-Präsidenten John Quincy Adams. Zu ihren Lebzeiten wurde sie als „Lady Adams“ bezeichnet. Sie hatte als Beraterin ihres Mannes großen Einfluss auf die Politik und setzte sich sehr für Frauenrechte ein.

## Leben

### Familie und Jugend
Durch ihre Mutter, Elizabeth Quincy (1721–1775), stammte Abigail Adams von den Quincys ab, einer angesehenen Familie der Kolonie Massachusetts. Elizabeth heiratete 1740 den Reverend William Smith (1706–1783), dessen Vorfahren aus Dartmouth, England, nach Massachusetts ausgewandert waren. Abigail Adams war das zweite Kind ihrer Eltern.
Abigail wurde als Kongregationalistin erzogen. Aufgrund ihrer schwachen Gesundheit besuchte sie nie eine Schule, sondern wurde zu Hause im Lesen und Schreiben unterrichtet. In jungen Jahren las sie auf Druck ihres Vaters sehr viel, wobei ihr dessen umfangreiche Bibliothek von Nutzen war. Abigail entwickelte unter anderem besonderes Interesse an Philosophie, den Werken Shakespeares und Politik.

### Heirat mit John Adams

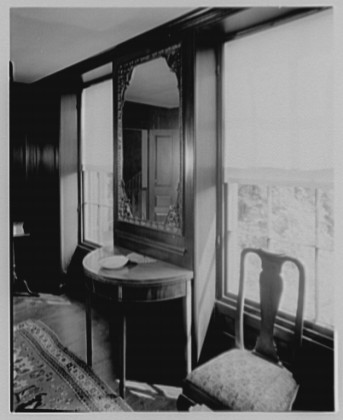
Ein Zimmer des Hauses von John und Abigail Adams in Quincy, 1961

1764 heiratete Abigail Smith den Anwalt John Adams (1735–1826); sie wurden von ihrem Vater William Smith getraut. Das Paar verbrachte seine ersten Jahre in Johns Geburtshaus bei Braintree, Massachusetts, das 1792 in Quincy umbenannt wurde. Später, als Johns Anwaltspraxis wuchs, zogen sie nach Boston. 1787 erwarben sie die Farm „Peacefield“.
Innerhalb von acht Jahren gebar sie fünf Kinder: Abigail Amelia (1765–1813), den späteren US-Präsidenten John Quincy Adams (1767–1848), Susanna (1768–1770), Charles (1770–1800) und Thomas Boylston Adams (1772–1832).

#### Einfluss auf die Politik
Abigail Adams ist berühmt für ihre Briefe, die sie an ihren Mann schrieb, der viel unterwegs war, zuerst als Bezirksrichter (circuit judge) in Massachusetts, später als Teilnehmer am Kontinentalkongress 1774 in Philadelphia. Als Delegierter des Staates Massachusetts war er 1787 an der Ausarbeitung der US-Verfassung durch die Philadelphia Convention beteiligt. Die häufigen Trennungen der Eheleute gaben Anlass für eine umfangreiche briefliche Korrespondenz. Viele betrachten sie als unschätzbare Augenzeugin der Heimatfront im Amerikanischen Unabhängigkeitskrieg wie auch als exzellente Quelle politischer Kommentare. Neben den Mitgliedern ihrer Familie korrespondierte sie auch mit Mercy Otis Warren und Thomas Jefferson.
John Adams suchte oft den Rat seiner Frau; ihr Briefwechsel ist voller intellektueller Diskussionen über Regierung und Politik. Dabei vertrat Abigail Adams besonders auch die Rechte der Frauen:

“Remember, all men would be tyrants if they could. If particular care and attention is not paid to the ladies, we are determined to foment a rebellion, and will not hold ourselves bound by any laws in which we have no voice or representation.”

„Vergiss nicht, dass alle Männer Tyrannen wären, wenn sie es könnten. Wenn den Damen nicht besondere Sorge und Aufmerksamkeit zuteil wird, sind wir entschlossen, eine Rebellion anzufachen, und werden uns nicht an irgendwelche Gesetze gebunden fühlen, bei denen wir kein Mitspracherecht haben und nicht vertreten sind.“

1788 kehrten Abigail Adams und ihr Mann in das Haus Peacefield zurück, das heute als „Old House“ bekannt ist und das sie mit großer Energie vergrößern und umbauen ließ. Es ist heute, ebenso wie das Geburtshaus von John Adams, als Teil des Adams National Historical Park öffentlich zugänglich.
Als Ehefrau des ersten Vizepräsidenten der Vereinigten Staaten wurde Abigail Adams eine gute Freundin von Martha Washington und half bei offiziellen Auftritten, wobei sie aus ihren Erfahrungen am englischen Hof und in der französischen Gesellschaft Nutzen zog. Nach 1791 verschlechterte sich ihre Gesundheit, so dass sie ihre Aktivitäten reduzieren musste.

#### Als First Lady und danach
Abigail Adams war vom 4. März 1797 bis zum 4. März 1801 First Lady. Ihre formellen Auftritte setzte sie fort und wurde die erste Gastgeberin im noch unfertigen Weißen Haus, welches sie im November 1800 das erste Mal betrat.
Abigail Adams hatte am Anfang ein angespanntes Verhältnis zu ihrer Schwiegertochter Louisa Catherine Johnson, die ihr Sohn John Quincy 1794 in London kennengelernt und 1797 geheiratet hatte und die 1801 zum ersten Mal amerikanischen Boden betrat.
Adams war ein aktives Gemeindeglied der First Parish Church in Quincy, die 1753 formell vom kongregationalistischen (reformierten) zum unitarischen Bekenntnis übertrat. In einem Brief an ihren Sohn John Quincy Adams aus dem Jahr 1816 unterstrich sie ihre unitarisch-antitrinitarischen Standpunkte. Sie schrieb darin, dass niemand sie überzeugen könne, dass drei eins und eins drei sind.
John und Abigail Adams zogen sich 1801 nach Quincy zurück. Abigail Adams starb 1818 an Typhus und ist neben ihrem Ehemann in der First Unitarian Church in Quincy begraben.

## Nachleben
Zu ihren Lebzeiten verweigerte Abigail Adams die Veröffentlichung von Briefen, die sie geschrieben hatte. Erst 1848 arrangierte einer ihrer Enkel das Erscheinen eines Briefbandes, der das erste von einer First Lady verfasste Buch war.
Am 19. Juni 2007 gab die United States Mint eine Gedenkmünzen-Serie der Ehefrauen („First Spouses“) der amerikanischen Präsidenten heraus. Abigail Adams war die zweite Münze nach Martha Washington.
In dem Broadway-Musical „1776“ und dessen Verfilmung von 1972 spielen Ausschnitte aus ihren Briefen eine wichtige Rolle.
In der siebenteiligen HBO Mini-Serie John Adams – Freiheit für Amerika wird das gemeinsame Leben von Abigail und John Adams filmisch porträtiert.

## Werke
- Abigail Adams: The Adams Family in Auteuil, 1784–1785, As Told in the Letters of Abigail Adams. Massachusetts Historical Society, Boston 1956.[6]
- My Dearest Friend: Letters of Abigail and John Adams First edition 1840. Margaret A. Hogan (Editor), C. James Taylor (Editor), Joseph J. Ellis (Foreword) Publisher: Belknap Press 2010, ISBN 978-0-674-05705-0.